# Promeses de l'est
Promeses de l'est (títol original en anglès: Eastern Promises) és una pel·lícula estrenada l'any 2007. Ha estat doblada al català.

## Argument
A Londres, Anna (Naomi Watts), una llevadora que treballa en un hospital, decideix investigar la identitat d'una adolescent que mor al parir. I a partir del diari que va deixar escrit en rus, descobreix una perillosa banda mafiosa russa.
En aquesta banda, l'enigmàtic xofer Nikolai (Viggo Mortensen) es veu enxampat entre la lleialtat al grup mafiós i l'amor per Anna.

## Comentaris
Aquesta és una pel·lícula les imatges de la qual impacten l'espectador per molt de temps. Més enllà del simpàtic somriure del propietari d'un car restaurant rus a Londres, tot el món de la màfia russa: crim, prostitució, violència..., hi queda retratat.
El director (David Cronenberg) aconsegueix una magnífica direcció d'actors que destaca en escenes com ara quan Anna (Naomi Watts) comprèn, massa tard, com en són de perillosos els individus en els quals confia; o quan l'enigmàtic Nikolai (Viggo Mortensen) concentra la fúria i el poder que reté..., i, si no, el temible pare i cap mafiós Semyon, subtilment interpretat per Armin Mueller-Stahl amb les seves mirades tèrboles i indesxifrables.

## Repartiment

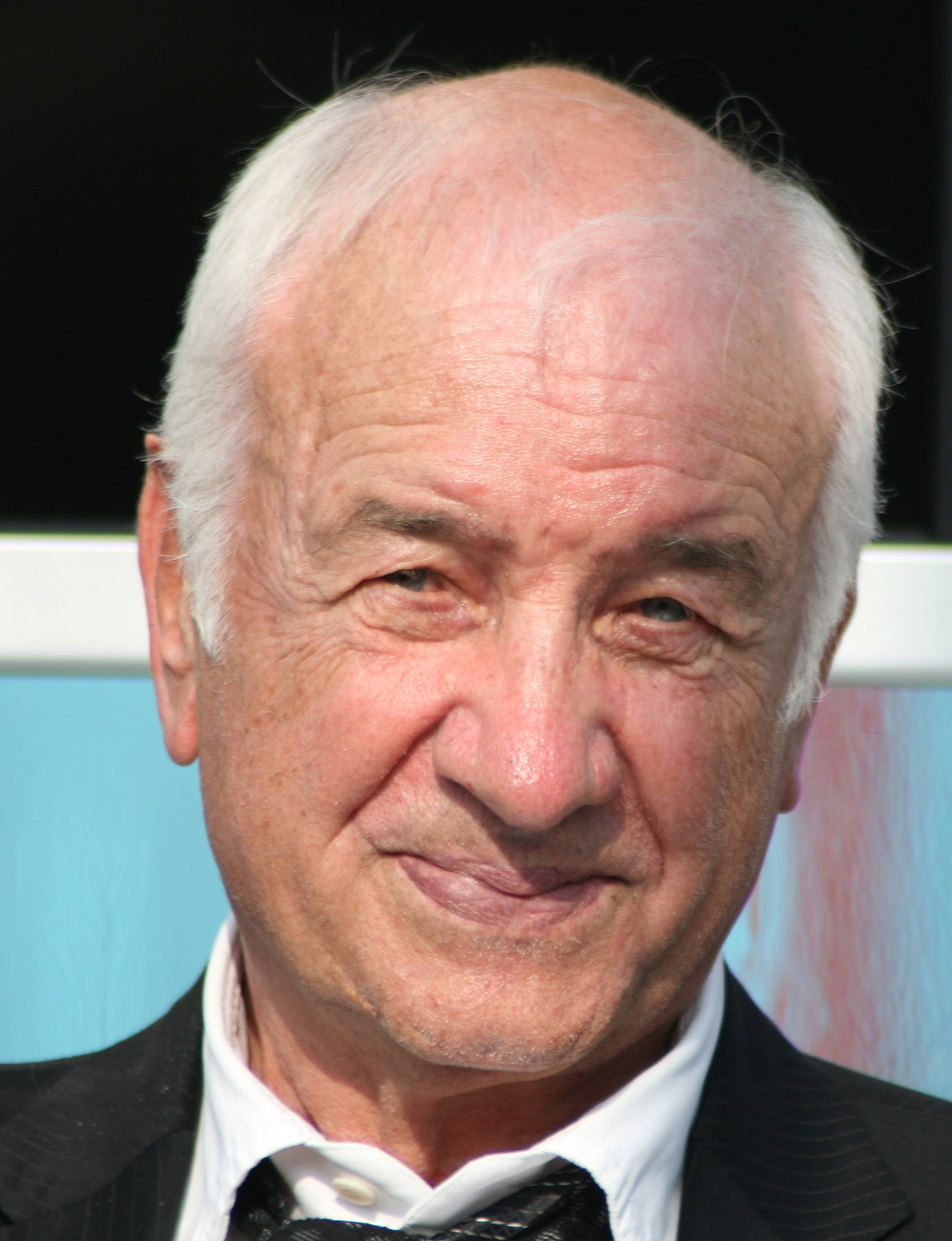
Armin Mueller-Stahl, un dels protagonistes.

- Viggo Mortensen: Nikolai Luzhin, xofer, originari de Sibèria
- Naomi Watts: Anna Khitrova, llevadora, d'origen rus
- Armin Mueller-Stahl: Semyon, amo del luxós restaurant Transsiberià
- Vincent Cassel: Kirill, el fill de Semyon
- Sinéad Cusack: Helen, mare d'Anna
- Jerzy Skolimowski: Stepan, oncle rus d'Anna
- Mina E. Mina: Azim, el barber
- Josef Altin: Ekrem, nebot d'Azim
- Sarah-Jeanne Labrosse: Tatiana, l'adolescent embarassada

## Premis i nominacions[calcitació]

### Nominacions
- 2008: Oscar al millor actor per Viggo Mortensen
- 2008: Globus d'Or a la millor pel·lícula dramàtica
- 2008: Globus d'Or al millor actor dramàtic per Viggo Mortensen
- 2008: Globus d'Or a la millor banda sonora original per Howard Shore
- 2008: BAFTA a la millor pel·lícula britànica
- 2008: BAFTA al millor actor per Viggo Mortensen
- 2008: César a la millor pel·lícula estrangera

## Curiositats
Un dia, després del rodatge, Viggo Mortensen va anar a un pub sense treure's els tatuatges i canviar-se la roba. Explica que els amos del local es van espantar molt perquè van pensar que era un membre real de la màfia russa.